# Joseph Cabibbo
Joseph Cabibbo (Damasco, 21 maggio 1974) è un wrestler siriano.
Lotta con il ring name di The Sheik.
Milita nel circuito indipendente. Fra i suoi successi, spicca la vittoria dell'NWA World Heavyweight Championship, uno dei titoli più importanti e storici di sempre.

## Carriera

### Full Impact Pro (2006-2008)
Cabibbo debutta nella Full Impact Pro (FIP) come Joey Machete nel febbraio 2006, in coppia con Shawn Murphy perdendo contro Seth Delay e Chasyn Rance. Sconfisse poi Tony Mamaluke e Chad Parham il giorno dopo. Sconfissero poi gli Heartbreak Express diventando FIP Tag Team Champions insieme a Shawn Murphy. Persero i titoli contro gli stessi Heartbreak Express. Lasciò la federazione nel 2008, dopo aver perso un hardcore match contro il Dark City Fight Club.

### Pro Wrestling Fusion (2008)
Cabibbo cambiò nome in The Sheik e fece il suo debutto nella Pro Wrestling Fusion, federazione della Florida. Il 3 maggio 2008, sconfisse Freedom Ryder e conquistò l'NWA Florida Heavyweight Championship. Il 2 febbraio 2009, perse il titolo contro Steve Madison in uno Steel Cage Match. Il 1º agosto 2009, riconquistò il titolo dallo stesso Madison.

### NWA Midwest (2009 - Presente)
The Sheik debutta nella NWA Midwest nel settembre 2009, attaccando Silas Young. Poco dopo sconfisse Young conquistando l'NWA Midwest Heavyweight Championship. Dopo aver perso il titolo contro lo stesso Young, il 5 dicembre Sheik lo sconfigge nuovamente riconquistando il titolo.
Inoltre, il 30 gennaio 2010, Sheik sconfigge "El Gran" Apolo, conquistando l'NWA North American Heavyweight Championship e, il 23 aprile 2011, sconfigge Colt Cabana, conquistando l'NWA World Heavyweight Championship. L'11 luglio 2011, viene privato del titolo dato il suo rifiuto di difenderlo contro Adam Pearce.

## Titoli e riconoscimenti
American Wrestling Federation
- AWF Tag Team Championship (1 - con Shawn Murphy)

Coastal Championship Wrestling
- CCW South Eastern Championship (1)
- CCW Tag Team Championship (2 - con Shawn Murphy)

Florida Alliance Wrestling
- FWA Tag Team Championship (3 - con Shawn Murphy)

Four Star Championship Wrestling
- FSCW Tag Team Championship (1 - con Shawn Murphy)

Full Impact Pro
- FIP Tag Team Championship (1 - con Shawn Murphy)

Future of Wrestling
- FOW Tag Team Championship (3 - con Shawn Murphy)

Intense Florida Wrestling
- IFW Tag Team Championship (2 - con Shawn Murphy)

Maximum Xtreme Pro Wrestling
- MXPW Television Championship (1)
- MXPW Tag Team Championship (1 - con Shawn Murphy)

NWA Florida
- NWA Florida Heavyweight Championship (2)
- NWA Florida Tag Team Championship (1 - con Christopher Gray)

NWA Midwest
- NWA Midwest Heavyweight Championship (2)

Pro Wrestling Fusion
- NWA World Heavyweight Championship (1)
- NWA North American Heavyweight Championship (1)

Pro Wrestling Illustrated
- 103º tra i 500 migliori wrestler singoli nella PWI 500 (2011)

Pro Wrestling Zero1
- Zero1 World Heavyweight Championship (1)

United States Xtreme Wrestling
- USXW Tag Team Championship (1 - con Shawn Murphy)